# Into the Valley
Into the Valley är en singel av det skotska punkbandet The Skids, släppt 9 januari 1979. Låten blev snabbt populär och hamnade på topp-10 listan i Storbritannien. Låtens text har ett ovanligt tema, den innehåller ingen som helst anarkism och inga åsikter, som typiska punklåtar brukar göra. Singeln såldes i 240 000 exemplar, vilket medlemmarna i bandet tyckte var ganska frustrerande. Gränsen för att ha sålt silver ligger på 250 000.